# Jonny Eduardo Reyes Sequera
Jonny Eduardo Reyes Sequera SDB (ur. 5 października 1952 w Caracas) –wenezuelski duchowny rzymskokatolicki, od 2016 wikariusz apostolski Puerto Ayacucho.

## Życiorys
Święcenia kapłańskie przyjął 8 grudnia 1979 w zgromadzeniu salezjanów. Po święceniach pracował jako m.in. promotor powołań oraz jako przełożony placówek zakonnych w Caracas (seminarium) oraz w Valencii. W 1999 został wikariuszem salezjańskiej prowincji, a trzy lata później jej przełożonym. W 2008 powrócił do kierowania kolegium w Valencii, a w 2013 został mistrzem nowicjatu.
14 października 2015 został mianowany biskupem tytularnym Canapium i wikariuszem apostolskim Puerto Ayacucho. Sakry biskupiej udzielił mu 10 stycznia 2016 jego poprzednik, bp José Ángel Divassón Cilveti.